# Oeneis garhwalica
Oeneis garhwalica är en fjärilsart som beskrevs av Robert Christopher Tytler 1926. Oeneis garhwalica ingår i släktet Oeneis och familjen praktfjärilar. Inga underarter finns listade i Catalogue of Life.